# Amblyceps macropterus
Amblyceps macropterus е вид лъчеперка от семейство Amblycipitidae.

## Разпространение
Видът е разпространен в Пакистан.

## Описание
На дължина достигат до 4,9 cm.